# Lampetis inaequalis
Lampetis inaequalis es una especie de escarabajo del género Lampetis, familia Buprestidae. Fue descrita científicamente por Fairmaire en 1884.